# 莫勒爾鎮區 (印地安納州謝爾比縣)
莫勒爾鎮區（英語：Moral Township）是位於美國印地安納州謝爾比縣的一個行政鎮區。

## 地方資料
根據2010年美國人口普查的數據，莫勒爾鎮區的面積為95.10平方千米，當中陸地面積為94.70平方千米，而水域面積為0.40平方千米。當地共有人口4577人，而人口密度為每平方千米48.13人。